# Maximilian Gritzner

Herb Bezirks Steglitz zaprojektowany przez Maximiliana Gritznera

Adolf Maximilian Ferdinand Gritzner (ur. 29 lipca 1843 w Żarach, zm. 10 lipca 1902 w Berlinie) – pruski wojskowy, bibliotekarz i historyk. Prekursor terminologii  niemieckiej heraldyki, specjalizujący się także w falerystyce.

## Życiorys
Po ukończeniu studiów w 1862 wstąpił do pruskiej armii, gdzie uzyskał stopień porucznika. Po amputacji nóg w wyniku obrażeń odniesionych w bitwie pod Sadową, nieopodal Hradec Kralowe w 1866, został przeniesiony ze służby czynnej do rezerwowej, gdzie służył w latach 1867-1872. Od 1873 zatrudniony w berlińskim ministerstwie spraw wewnętrznych, od 1875 na stanowisku bibliotekarza.
Był czołowym prekursorem niemieckiej terminologii heraldycznej. Twórca herbu miasta Steglitz, dziś dzielnicy Berlina. Jego liczne książki wydawane są nieprzerwanie do dzisiaj.
Był ojcem historyka Ericha Gritznera (1874–1963), który specjalizował się w genealogii, sfragistyce oraz, jak ojciec, w heraldyce.

## Galeria

Wybrane ilustracje autorstwa Maximiliana Gritznera z książki Handbuch der Ritter- und Verdienstorden aller Kulturstaaten der Welt
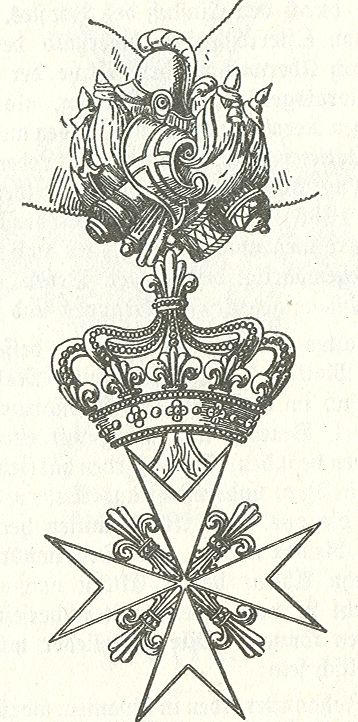
Order Maltański
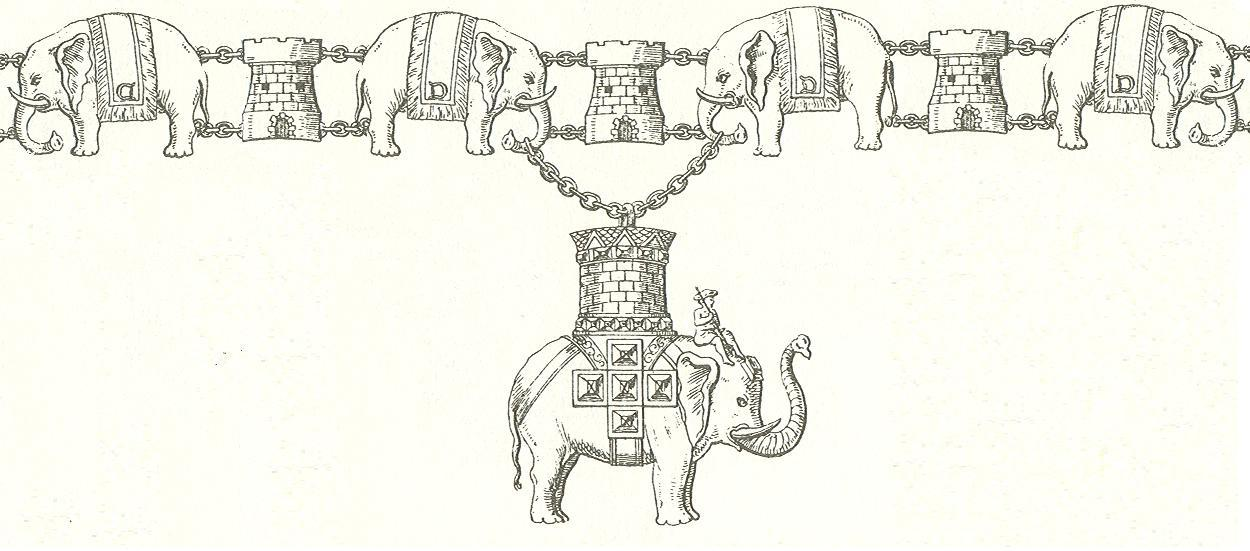
Order Słonia
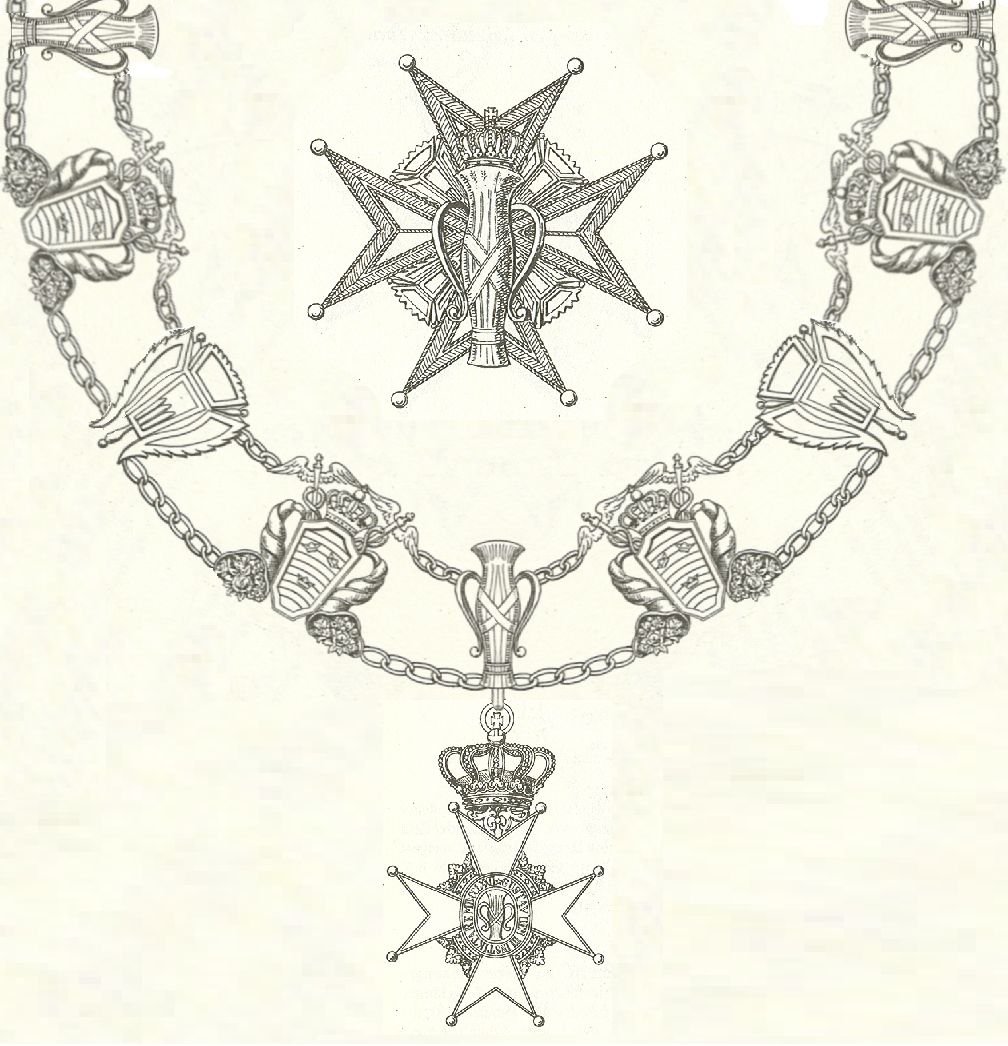
Order Wazów
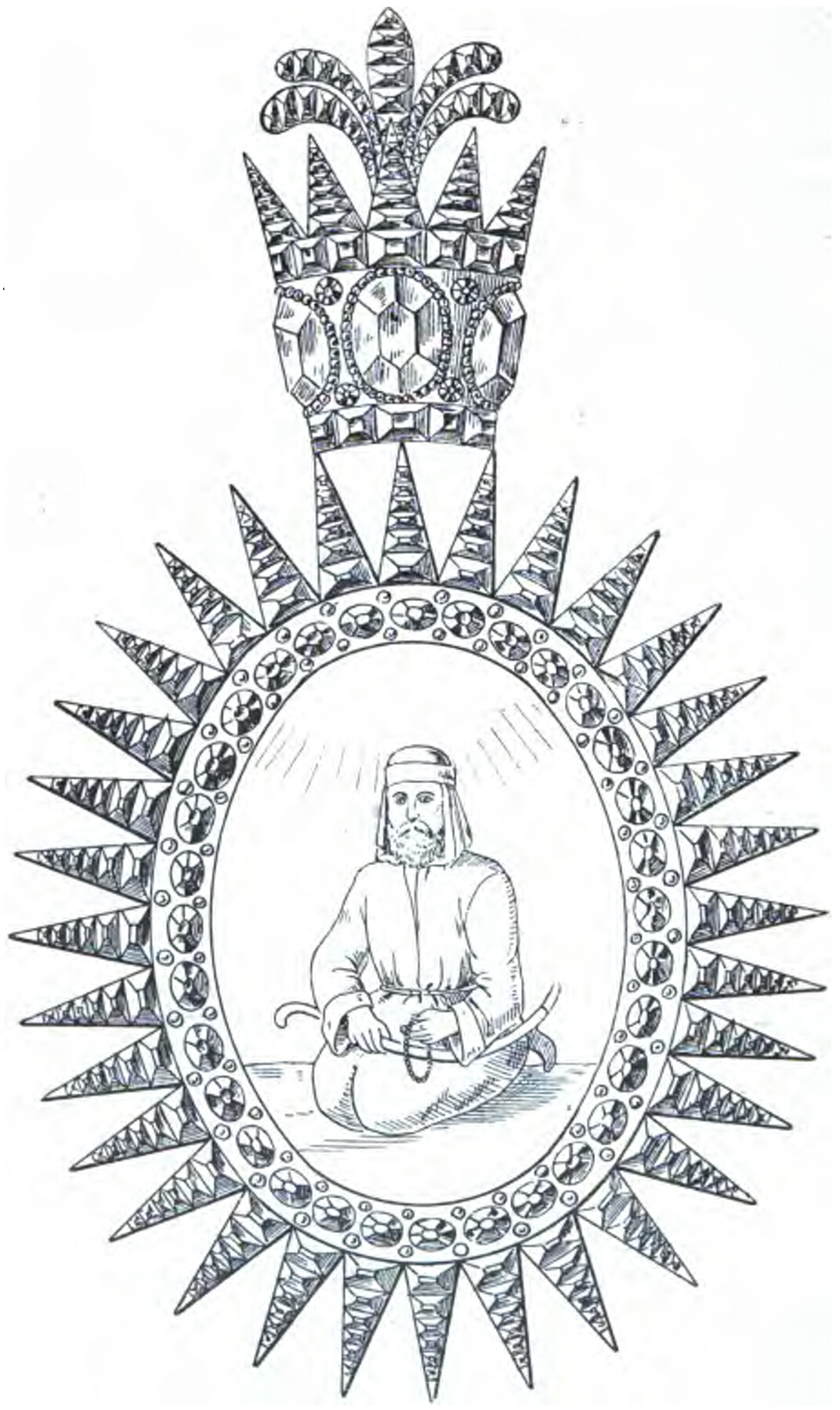
Order Alego
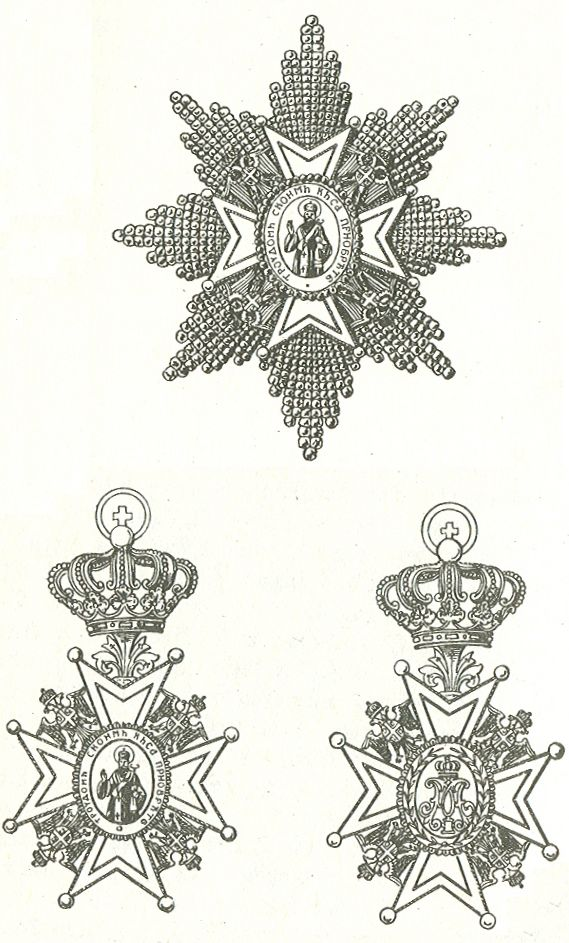
Order Świętego Sawy
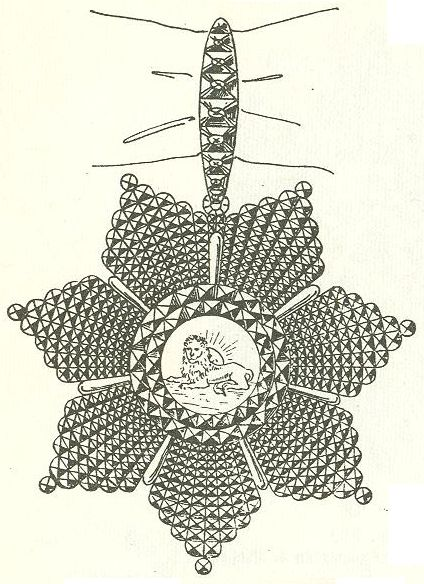
Order Lwa i Słońca
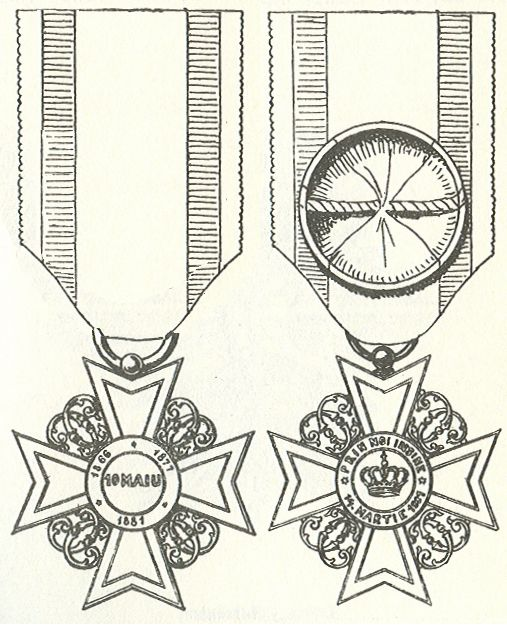
Order Korony Rumunii
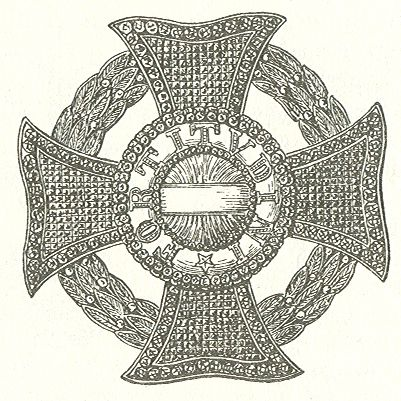
Order Marii Teresy
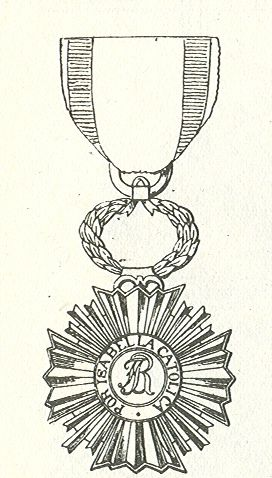
Order Izabeli Katolickiej
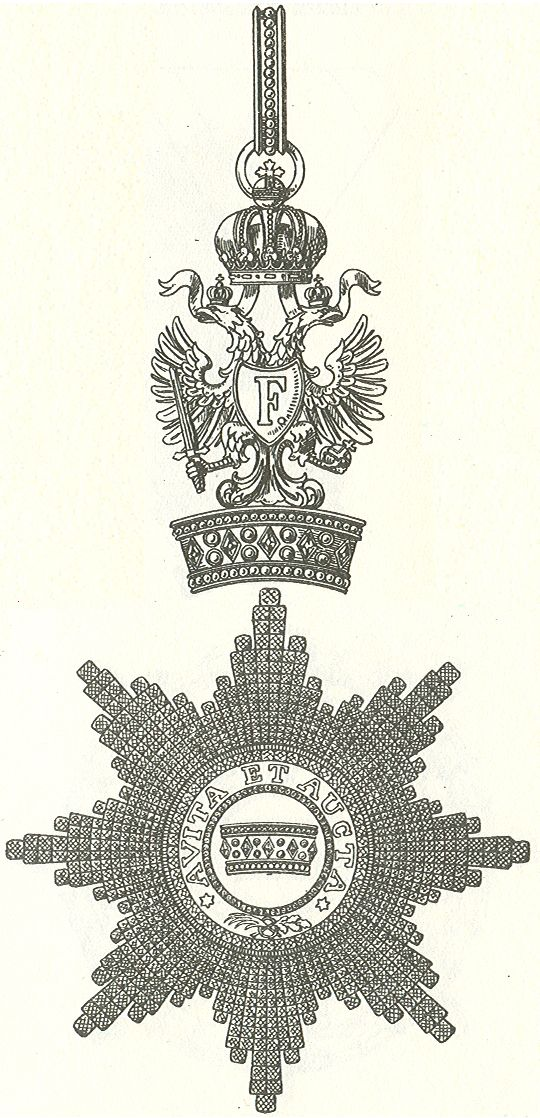
Order Korony Żelaznej
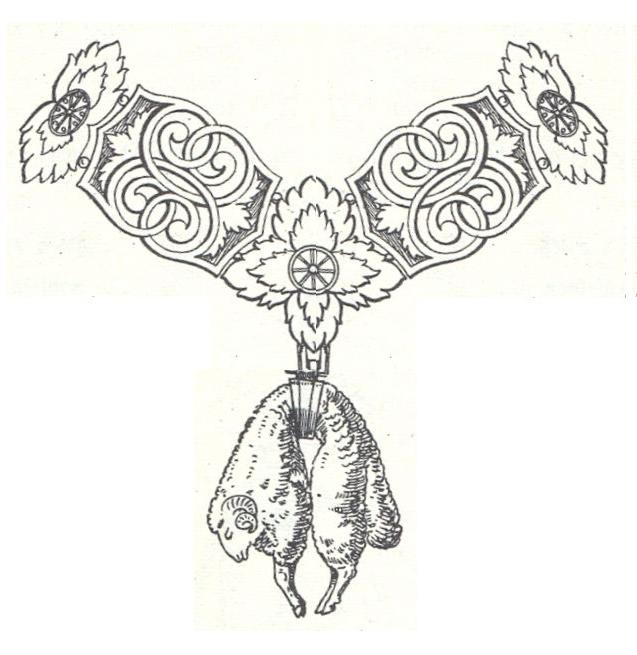
Order Złotego Runa
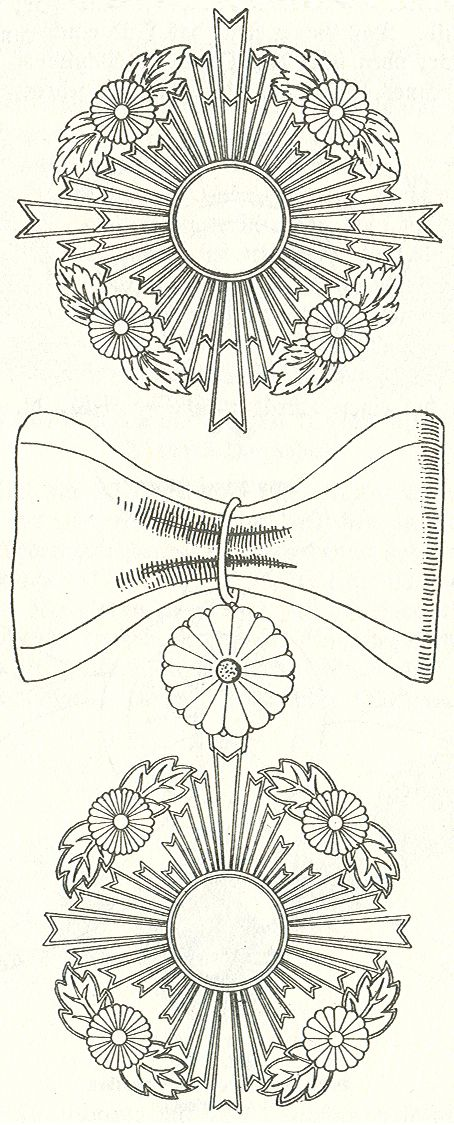
Order Chryzantemy
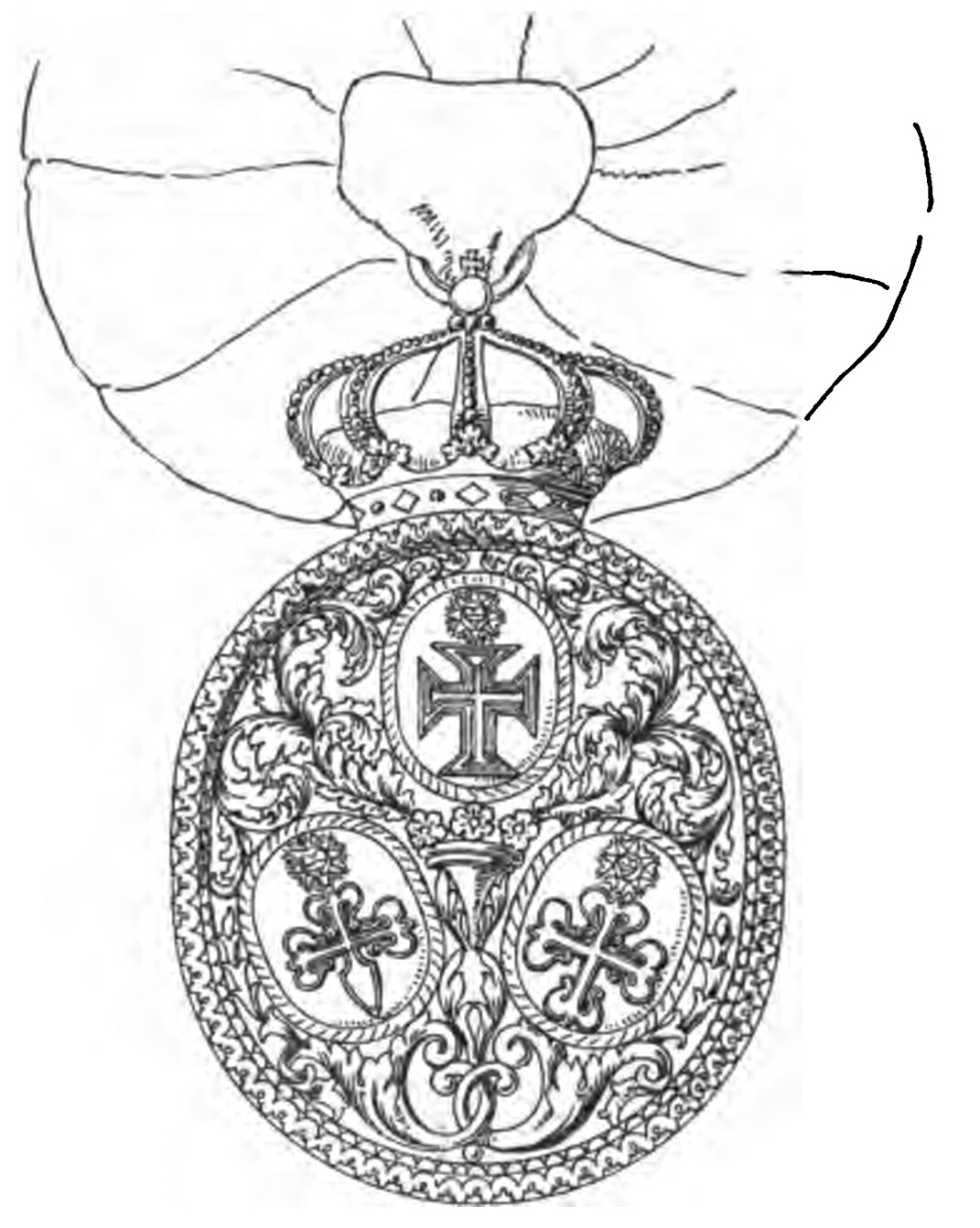
Wstęga Trzech Orderów
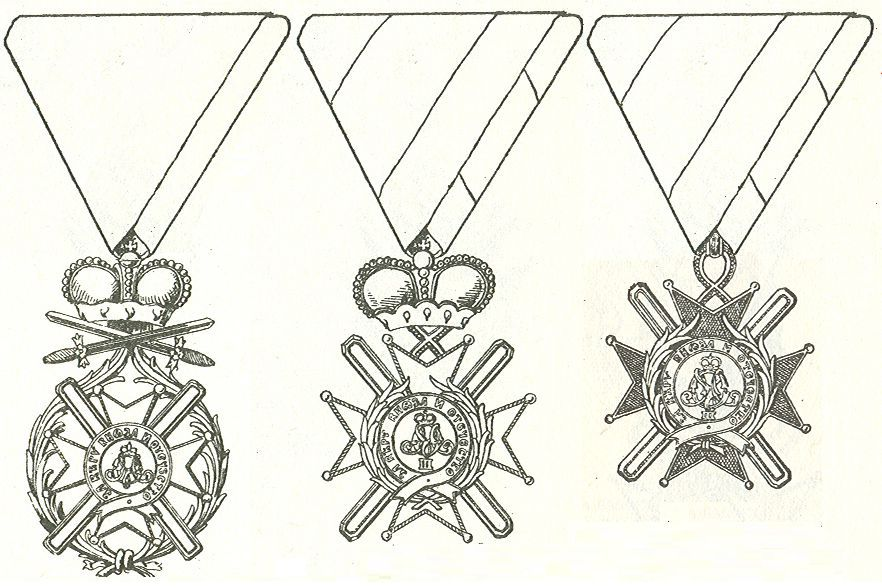
Order Krzyża Takowy
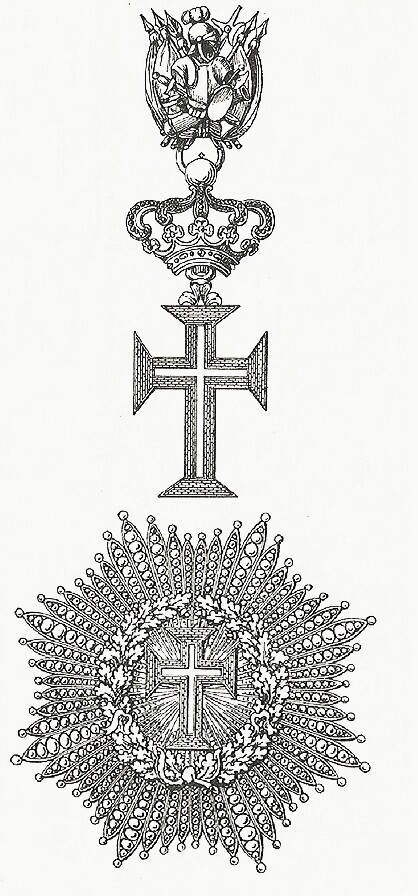
Order Najwyższy Chrystusa
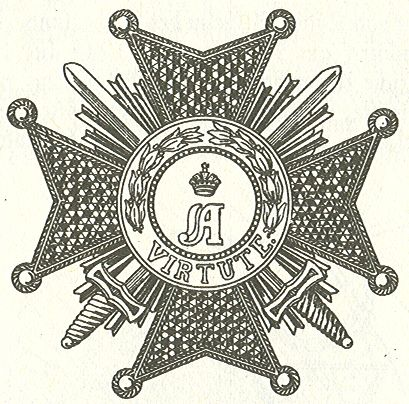
Order Zasługi Adolfa Nassauskiego

## Publikacje książkowe
Tytuł (data wydania):
- Großes und allgemeines Wappenbuch. (1857, 1888, 2012, 2013) – współautor
- Briefadel in Preußen. (1873)
- Chronologische Matrikel der Brandenburgisch-Preußischen Standeserhöhungen und Gnadenakte von 1600–1873. (1874)
- Bayerisches Adels-Repertorium der letzten drei Jahrhunderte, nach amtlichen Quellen gesammelt und zusammengestellt. (1880)
- Standes-Erhebungen und Gnaden-Acte deutscher Landesfürsten während der letzten drei Jahrhunderte. (1880/1881, 2012, 2013)
- Wappenalbum der gräflichen familien Deutschlands und Oesterreich-Ungarns. (1885)
- Grundsätze der Wappenkunst, verbunden mit einem Handbuch der heraldischen Terminologie. (1889/1890, 2009, 2012)
- Handbuch der heraldischen Terminologie in zwölf (germanischen und romanischen) Zungen. (1890)
- Amyntha. Ein Rheinischer Sang. (1892)
- Handbuch der Ritter- und Verdienstorden aller Kulturstaaten der Welt. (1893, 1966, 2000, 2013)
- Handbuch der im Deutschen Reiche, in Oesterreich-Ungarn, Dänemark, Schweden und den russischen Ostseeprovinzen bestehenden Damen-Stifter und im Range gleichstehender Wohlthätigkeitsanstalten, nebst den Ordenszeichen der Ersteren. (1893)
- Brandenburgisch-preussische Wappen, geschichtliche Darstellung seiner Entwickelung seit dem Jahre 1415. Nach archivalischen sphragistisch-numismatischen und anderen zuverlässigsten Quellen. (1895)
- Adel der russischen Ostseeprovinzen (Estland, Kurland, Livland, Oesel). (1980)
- Die altpreussischen aufgehobenen Dom-Kollegiate, deren innere Verfassung und ihre Orden und Ehrenzeichen. (1987)

## Periodyki
- Gesamt-Register zu Jahrgang I-XXVI (1870–1895) der Zeitschrift für Wappen, Siegel un familienkunde der Deutsche Herold (1899).